# Квантове сортування
Квантове сортування — це будь-який алгоритм сортування, який працює на квантовому комп'ютері. Будь-який алгоритм квантового сортування на основі порівняння займе принаймні {\displaystyle \Omega (n\log n)} кроків, що вже можна досягти класичними алгоритмами. Отже, для цієї задачі квантові комп'ютери нічим не кращі за класичні, і їх слід знехтувати, коли йдеться про часову складність. Однак у сортуванні з обмеженим простором квантові алгоритми перевершують класичні аналоги.